# Констанція Понятовська
Констанція Зофія Понятовська з Чарторийських (нар. 19 лютого 1695, Варшава, Польща — 27 жовтня 1759, Мальчиці, Львівська область) — польська аристократка, старша дочка Казимира Чарторийського та Ізабели Ельжбети Морштин. Мати польського короля Станіслава Августа Понятовського.

## Життєпис
16 вересня 1720 року в соборі святого Яна у Варшаві вона вийшла заміж за Станіслава Понятовського. Від того шлюбу народились дев'ятеро дітей:
- Казімеж, коронний камергер,
- Франциск, канонік і священик Краківського собору,
- Олександр, ад'ютант принца Карла Лотаринзького,
- Людвіка Марія, дружина Яна Якуба Замойського,
- Ізабелла, дружина Яна Клеменса Браницького та після його смерті Анджея Мокроновського,
- Станіслав Август, король Польщі,
- Теодор Фелікс, помер у дитинстві,
- Анджей, австрійський фельдмаршал,
- Міхал Єжи, останній предстоятель Польщі перед розподілом.

Констанція Понятовська характеризувалася як надзвичайно розумна та честолюбна людина, але в той же час для неї була характерна релігійність, що межує з відданістю. Швидше за все, саме завдяки їй другого сина Францишека в юному віці відправили до духовної семінарії. У вересні 1733 р. Констанція та її діти поїхали до Гданська, де вона прожила наступні шість років, піклуючись про всебічне виховання своїх дітей. У 1739 р. вона повернулася до Варшави, де у Краківському передмісті будувався палац Понятовських, за проектом Яна Зигмунта Дейбля. Спочатку співпрацюючи з братами в рамках партії «Фамілія», наприкінці свого життя Констанція відійшла від політичного життя і посварилася зі своїми побратимами. Її поховали в церкві в Януві (нині Івано-Франкове), де існувала її надгробна плита з епітафіями на мармуровій дошці.